# Helvella spadicea
Helvella spadicea (Jacob Christian Schäffer, 1774) din încrengătura Ascomycota, în familia Helvellaceae și de genul Helvella  este o specie saprofită de ciuperci comestibile rară, fiind o descompunătoare ulterioară. O denumire populară nu este cunoscută. Ea trăiește în România, Basarabia și Bucovina de Nord sociabil în grupuri mai mari sau mai mici, pe soluri nisipoase, iubind calcarul, prin păduri de foioase precum în cele mixte cu predilecție sub stejari, dar, de asemenea, pe lângă plopi, rar și în păduri de conifere, mai departe prin parcuri, grădini, chiar și pe mormane de gunoi. Apare de la câmpie la munte din (martie) aprilie până iunie, dar și încă odată din septembrie până noiembrie, chiar și în decembrie.

## Taxonomie

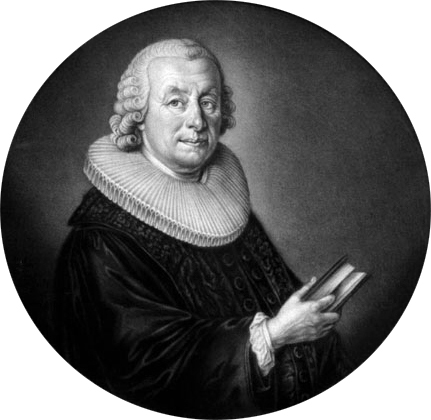
Jacob Christian Schäffer

Numele binomial a fost determinat drept Elvella spadicea de faimosul savant german Jacob Christian Schäffer, în volumul 4 al marii sale opere Fungorum qui in Bavaria et Palatinatu circa Ratisbonam nascuntur Icones, nativis coloribus expressae din 1774. fiind tot numele curent valabil (2024). Mai târziu, numele generic Elvella dat de Schäffer a fost adaptat la denumirea comună Helvella.
Alte sinonime nu au fost create.
Epitetul specific este derivat din cuvântul latin (latină spadix=castaniu, de culoarea curmalelor), datorită culorii corpului fructifer exterior.

## Descriere

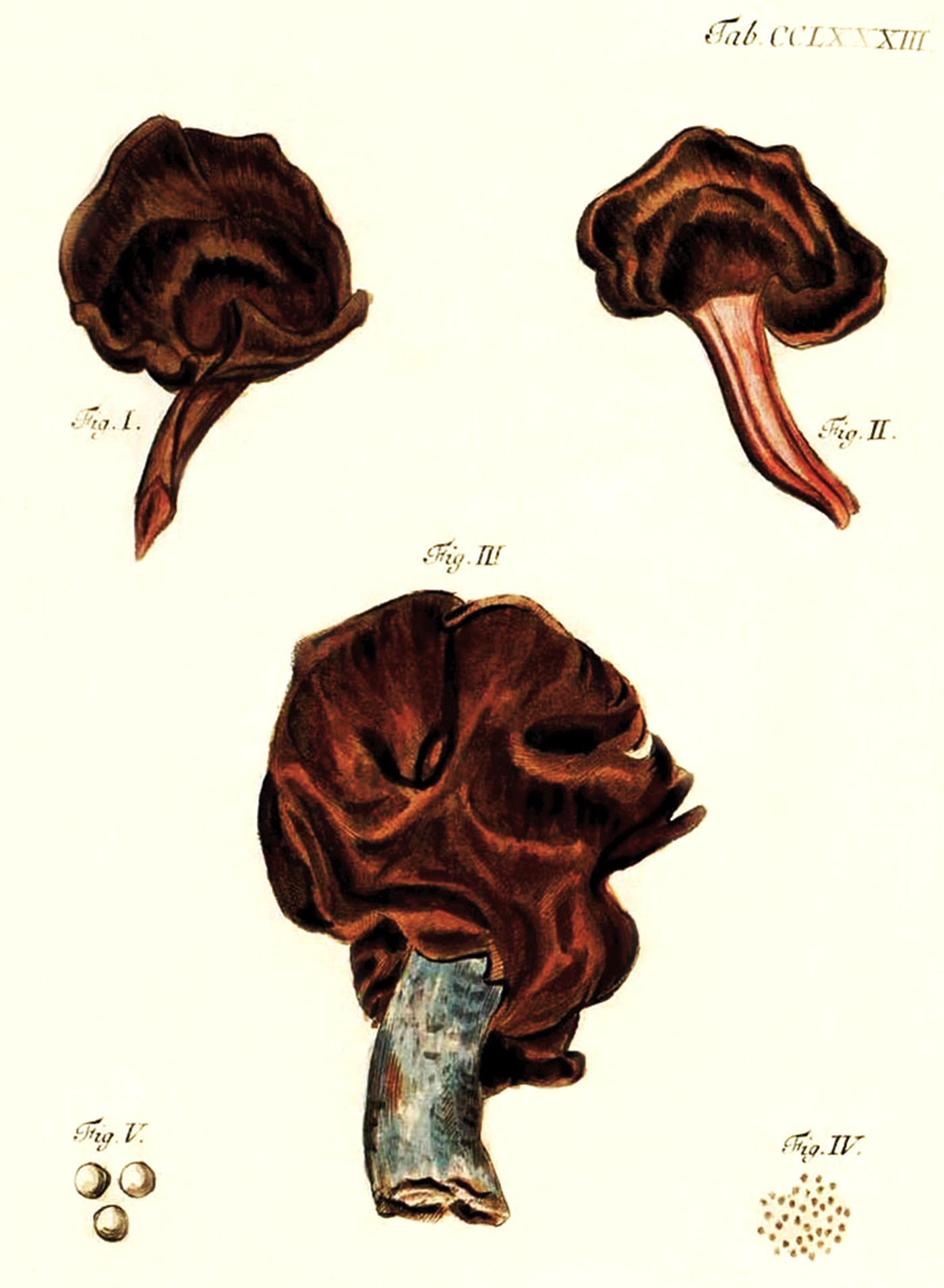
Schaeff. - Elvella spadicea

- Corpul fructifer: cu o înălțime de 2,5-5 (6) cm și o lățime de 1,5-4,5 cm, este compus din 2 sau 3 lobi în formă de pălării triangulare cu colț, pliați în jos, răsuciți confuz, lobii individuali fiind ondulați. Himenul pe partea exterioară poate fi maro de cacao, brun închis, brun-negricios sau aproape negru, iar suprafața sterilă (partea inferioară) netedă este albă, cenușie până la maroniu apos, uneori colorată la margine ca himenul, estompându-se rapid spre tulpină.
- Piciorul: de 2-6 cm înălțime și gol tubular pe dinăuntru este clavat, măsurând în diametru spre vârf 0,6-1,5 cm, iar la baza umflată adesea peste 2 cm. Nu prezintă nervuri longitudinale, dar arată la bază numeroase brazde indicate. Coloritul inițial alb, devine cu avansarea în vârstă gălbui murdar, chiar șa cu câteva pete brune.
- Carnea: otrăvitoare când odată ingerată crud, este albă până alb-gălbuie, în pălărie fragilă, în picior elastică, având un miros neremarcabil precum un gust blând și dulcișor.[3][4]
- Caracteristici microscopice: are spori larg elipsoidali, netezi, fără ornamentație, hialini (translucizi), cu o singură picătură mare în centru, având o mărime de 19,4 (21)-24,2 x 12,7-15,2 microni. Pulberea lor est albă. Ascele cilindrice care poartă 8 spori fiecare măsoară 325-350 x 14-16,5 microni, sunt la bază nebifurcate și terminate doar de un sept. Parafizele (celule sterile între asce) în formă de măciucă, groase de 6-8,3 µm, iar celulele terminale de 60-120 µm, au un conținut omogen și brun picurător. Excipul (țesut marginal circular care formează bordul apoteciilor) mediu de 290-310 µm, mai îngust la margine,  cu o textură din hife împletite de la 2 µm grosime, amestecate peste tot cu celule sferice până la 30 µm lățime, gri-hialine, formate între septuri. Excipul exterior de 80-160 µm are o textură unghiulară, cu celule interioare în formă de hife înguste de 4 µm, umflate unghiular neregulat, celule de capăt măsoară 17-63 x 6-19 microni în formă de măciucă, terminând la un singur nivel. Palisadele sunt ușor ondulate. Coloritul maro zonat difuz, se contopește curând în hialin. Cianofilia (afinitatea pentru coloranți albaștri sau verzi) se poate observa peste tot, mai ales în vârfurile parafizei.[7]
- Reacții chimice: nu sunt cunoscute.[8]

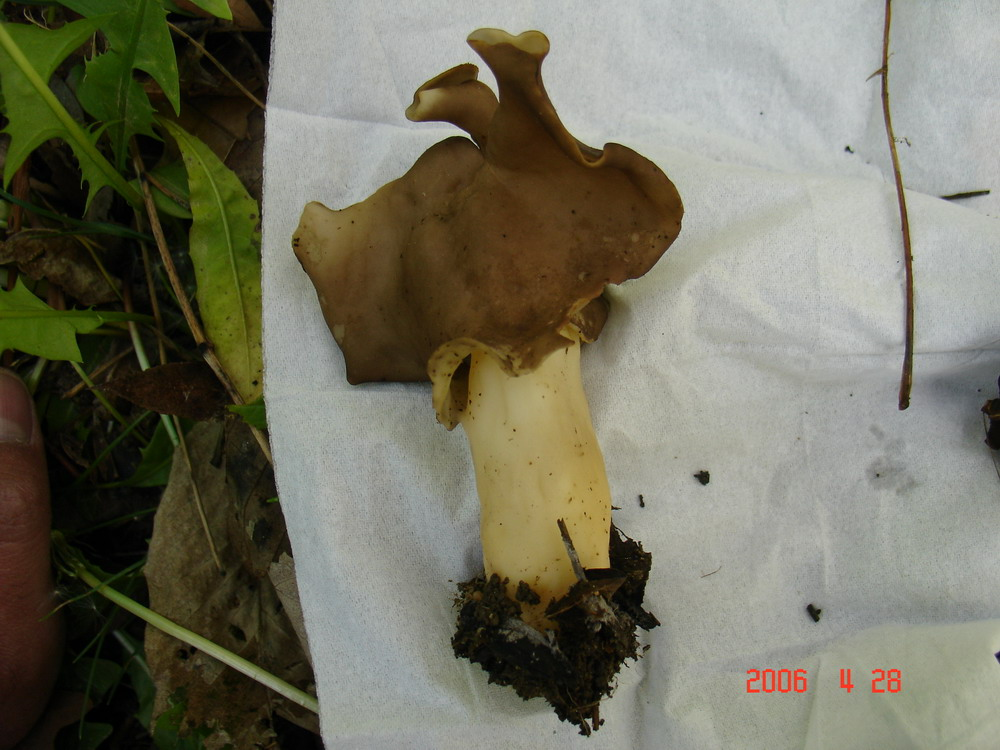
H. spadicea, aspect lateral
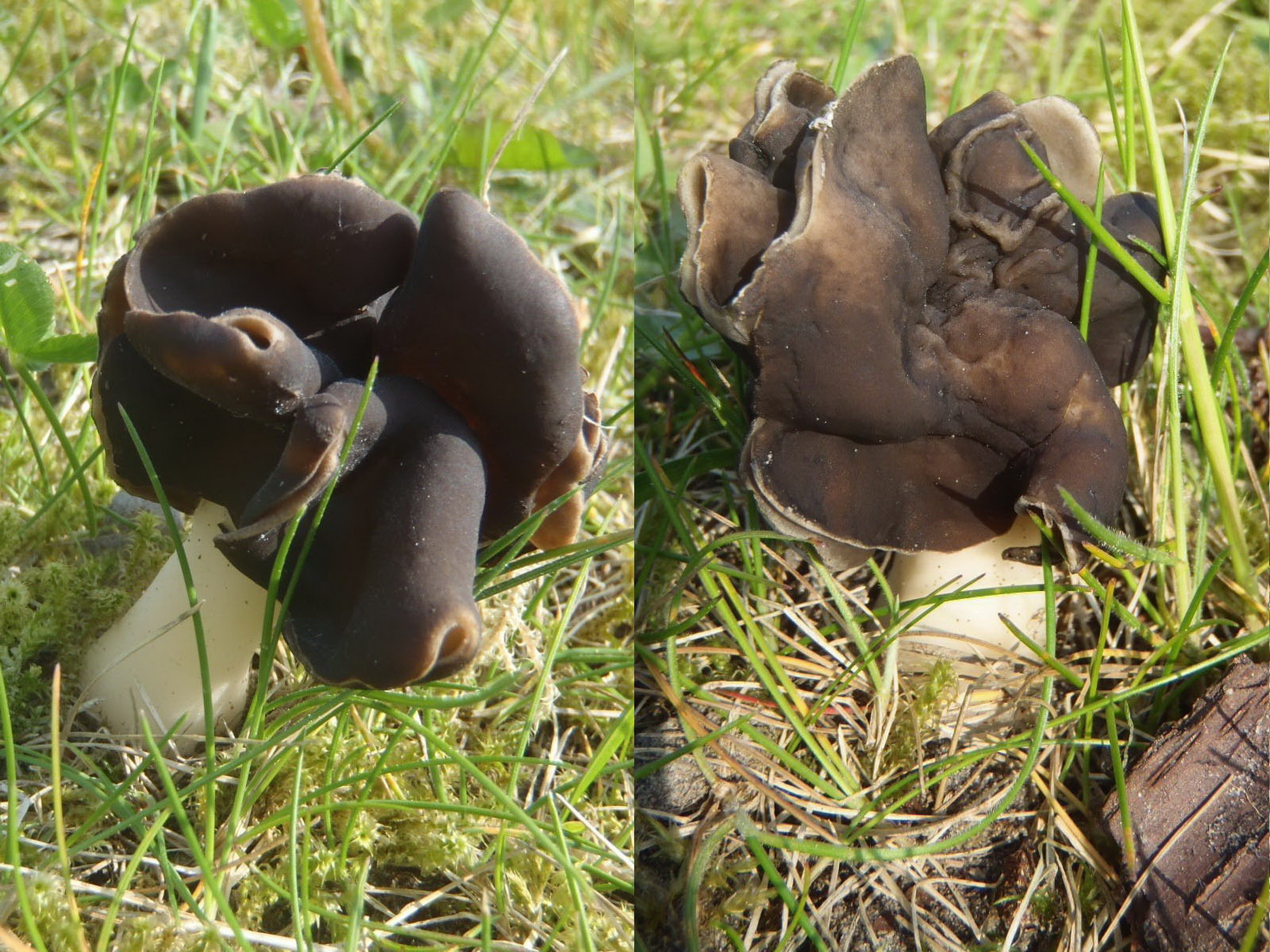
H. spadicea, diverse aspecte

## Confuzii
Helvella spadicea poate fi confundată cu specii asemănătoare, cu toate de comestibilitate restrânsă, ca de exemplu: Gyromitra infula tânără, Helvella albella, Helvella atra, Helvella capucina, Helvella compressa, Helvella ephippium, Helvella fusca Helvella lacunosa, Helvella monachella, Helvella pezizoides + imagini, Helvella solitaria sau cu Helvella queletii.

## Specii asemănătoare în imagini

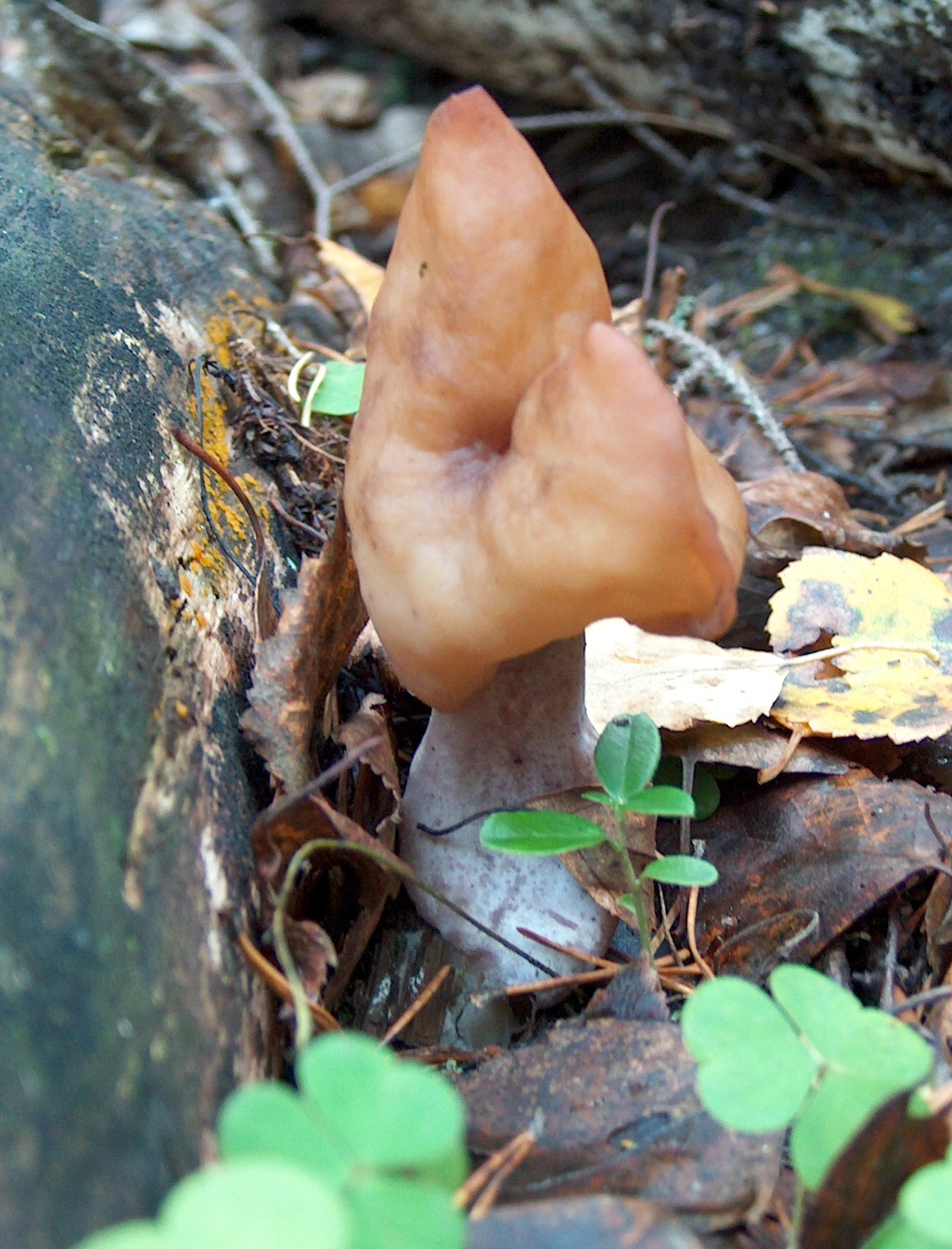
Gyromitra infula
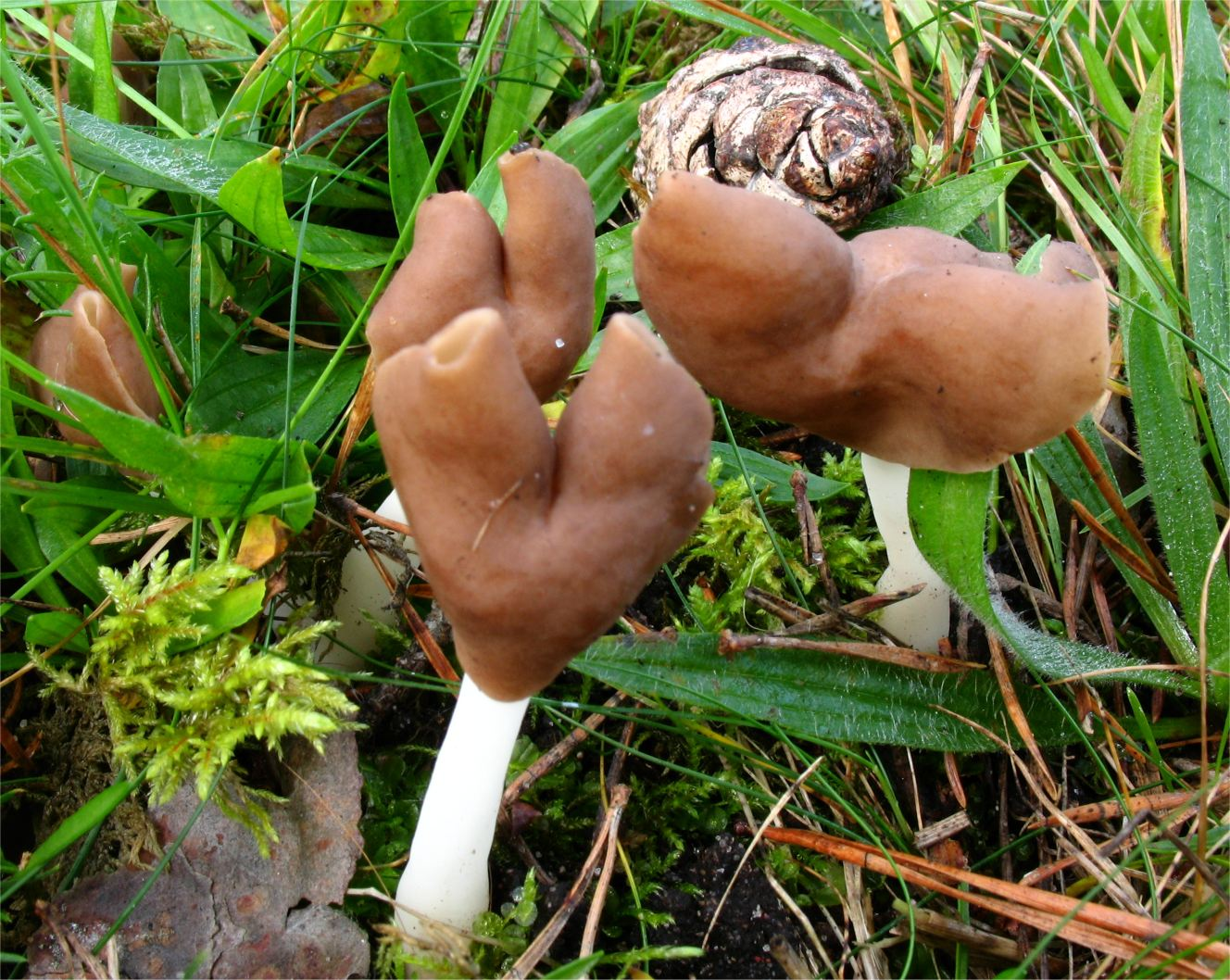
Helvella albella
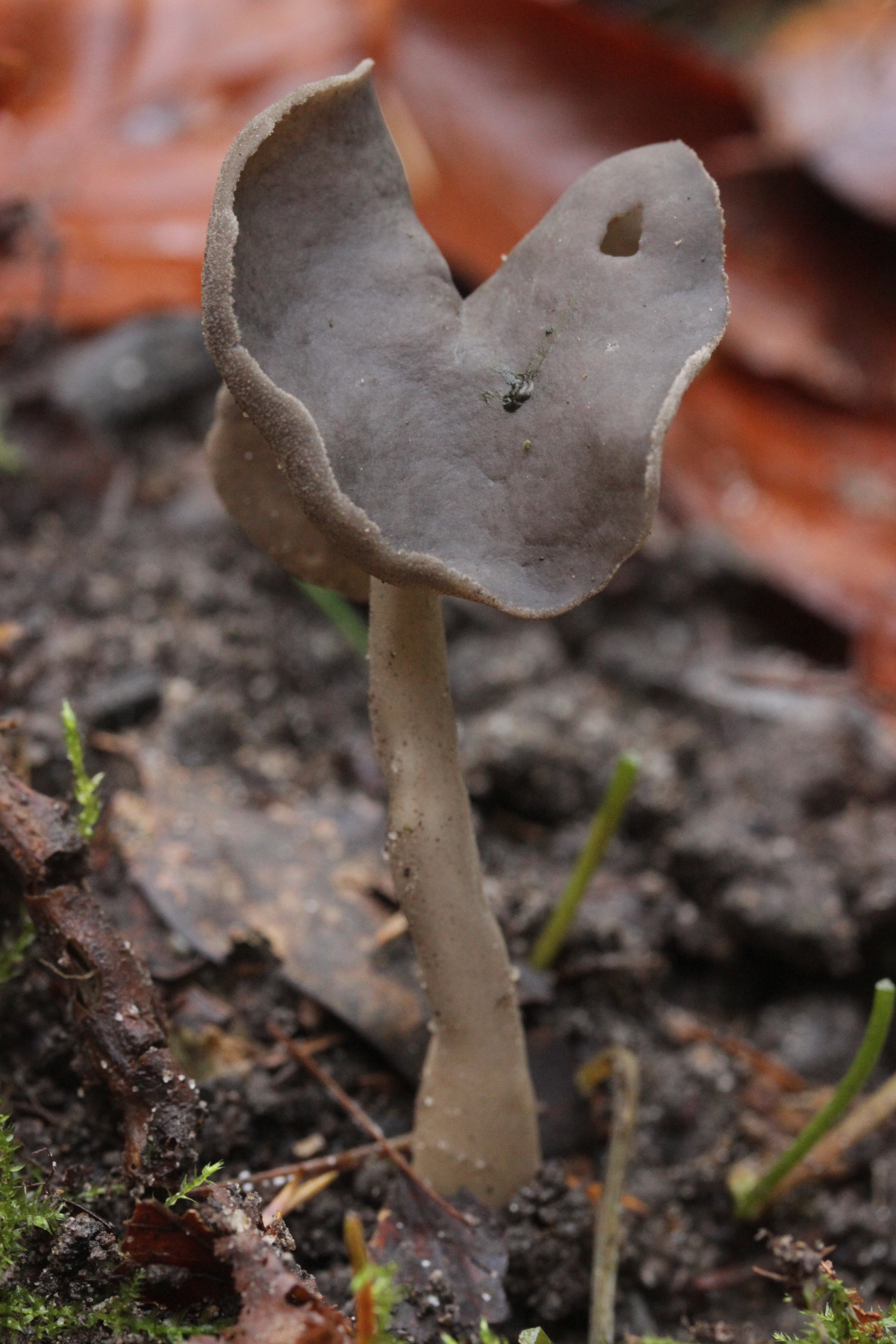
Helvella atra
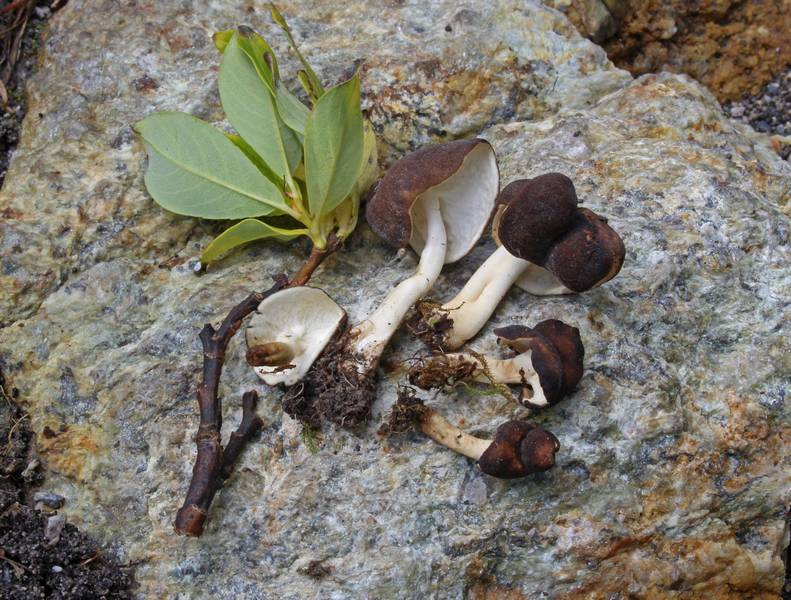
Helvella capucina

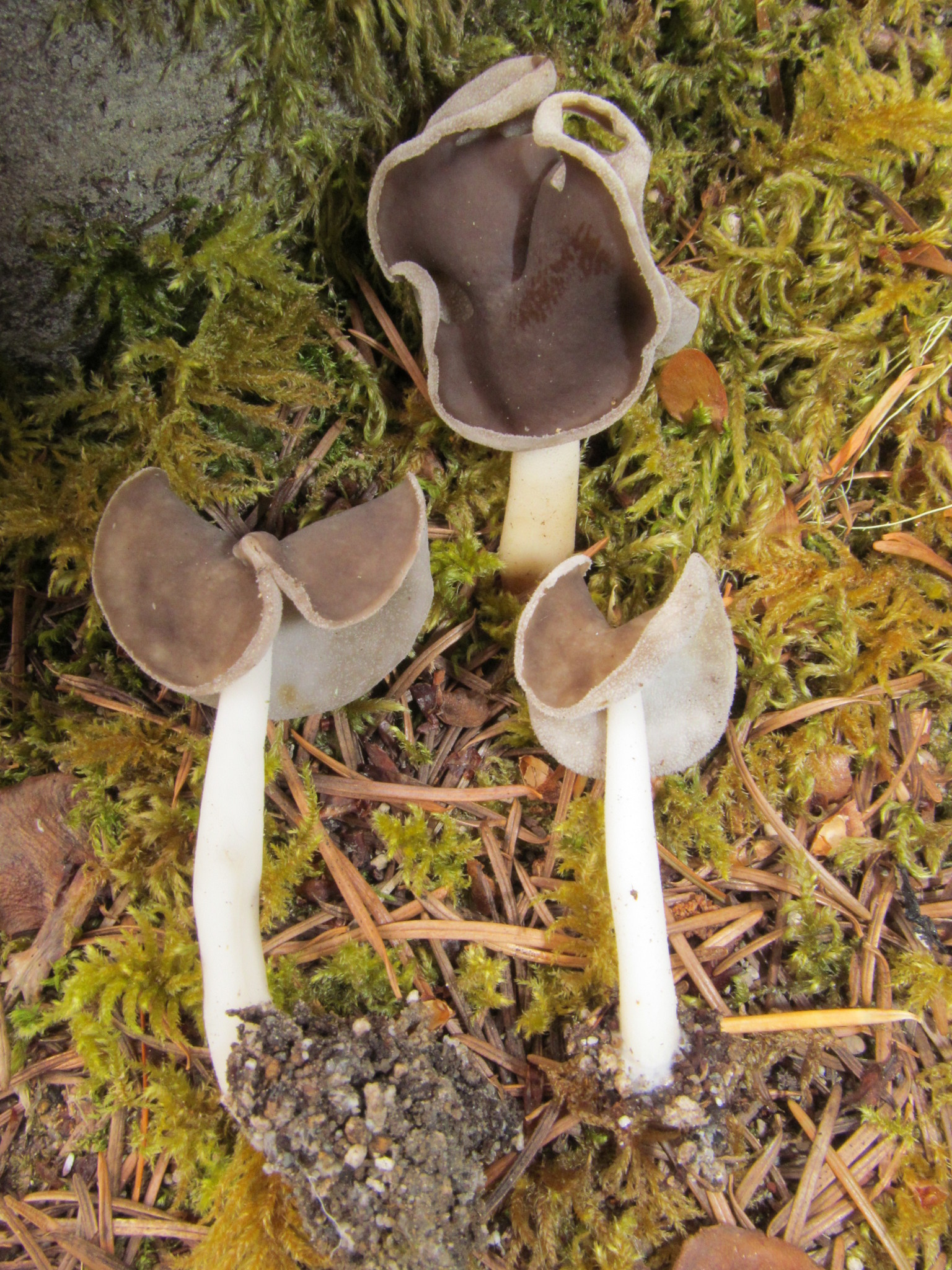
Helvella compressa
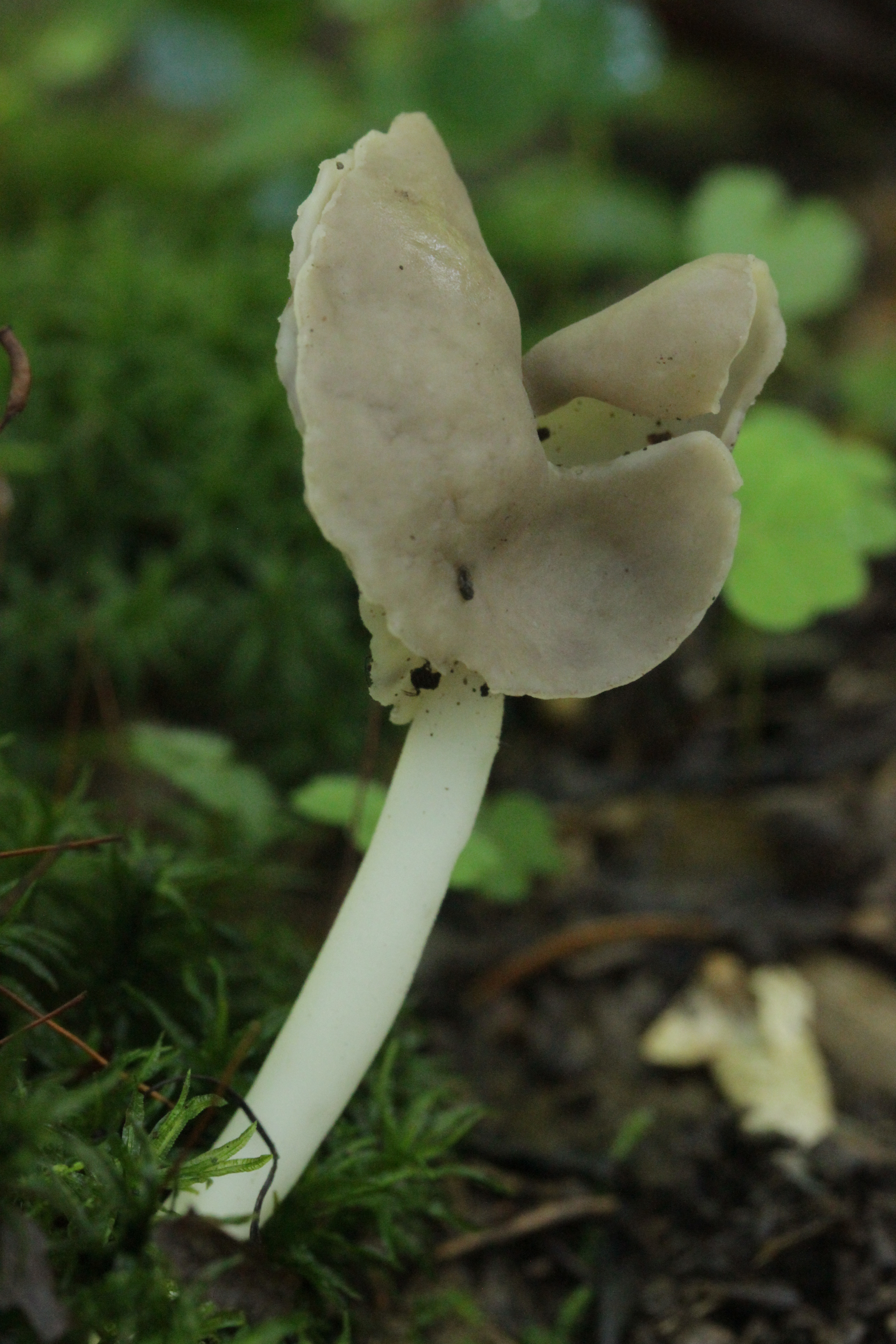
Helvella elastica
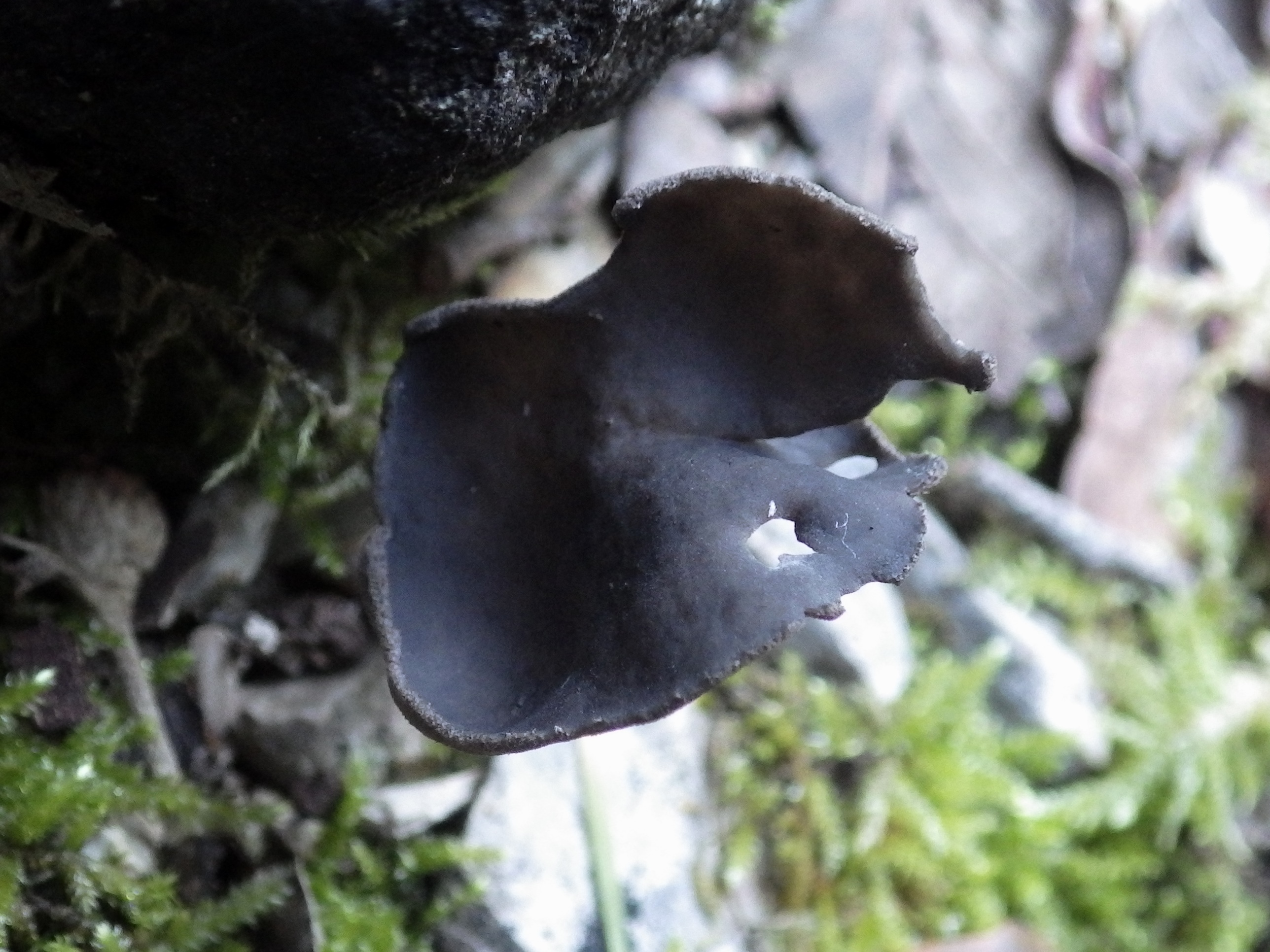
Helvella ephippium
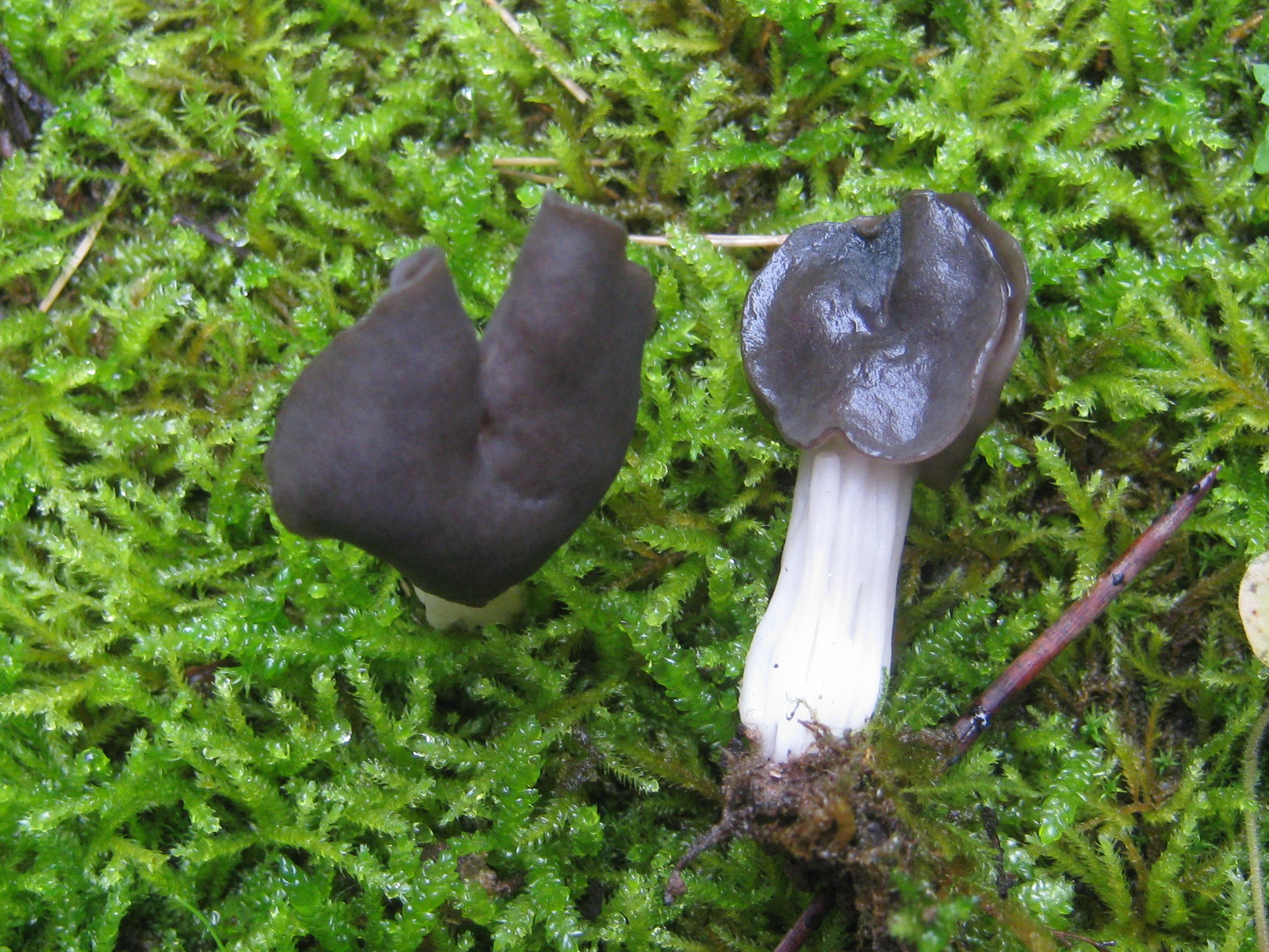
Helvella fusca

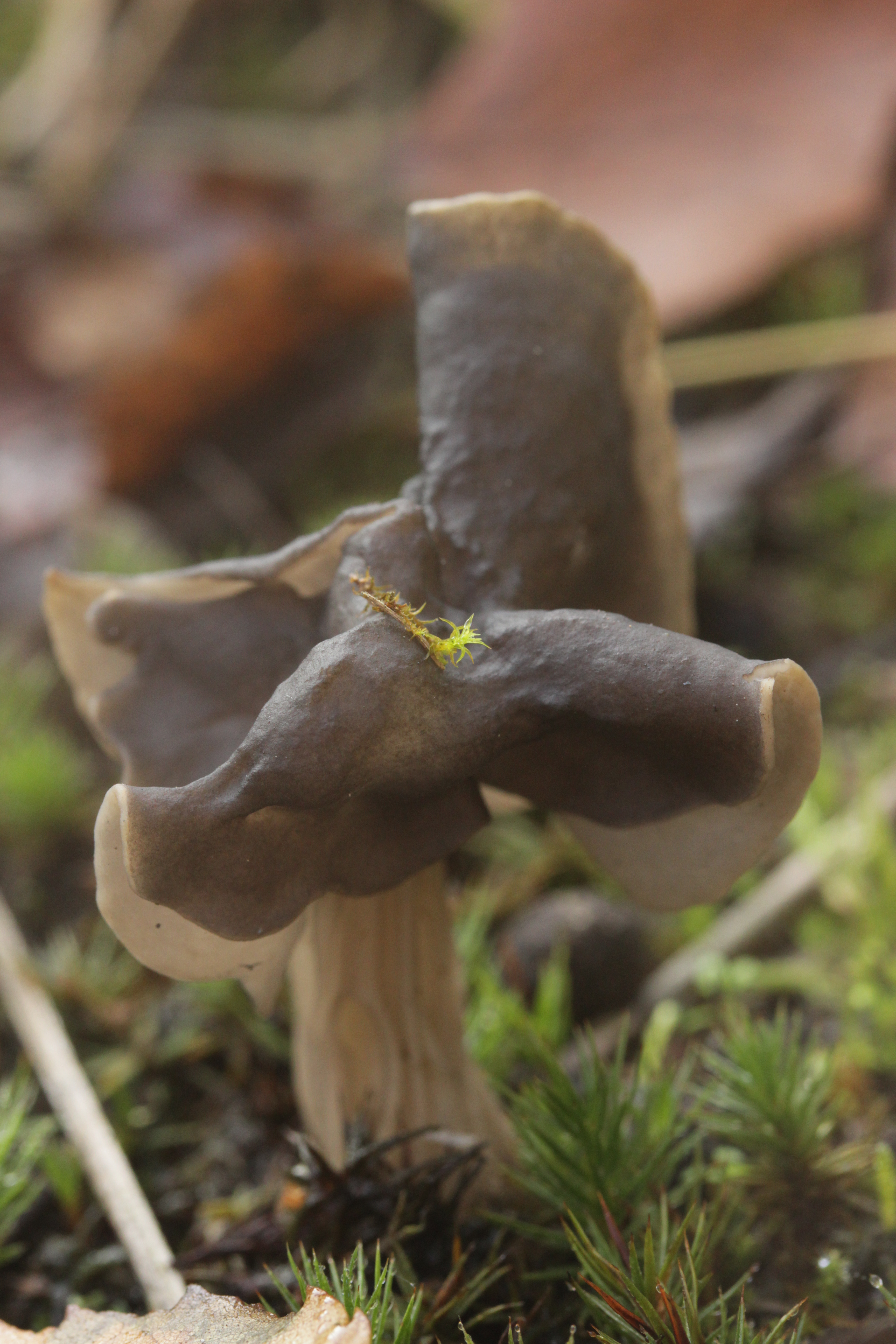
Helvella lacunosa
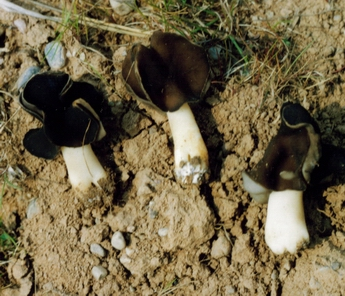
Helvella monachella
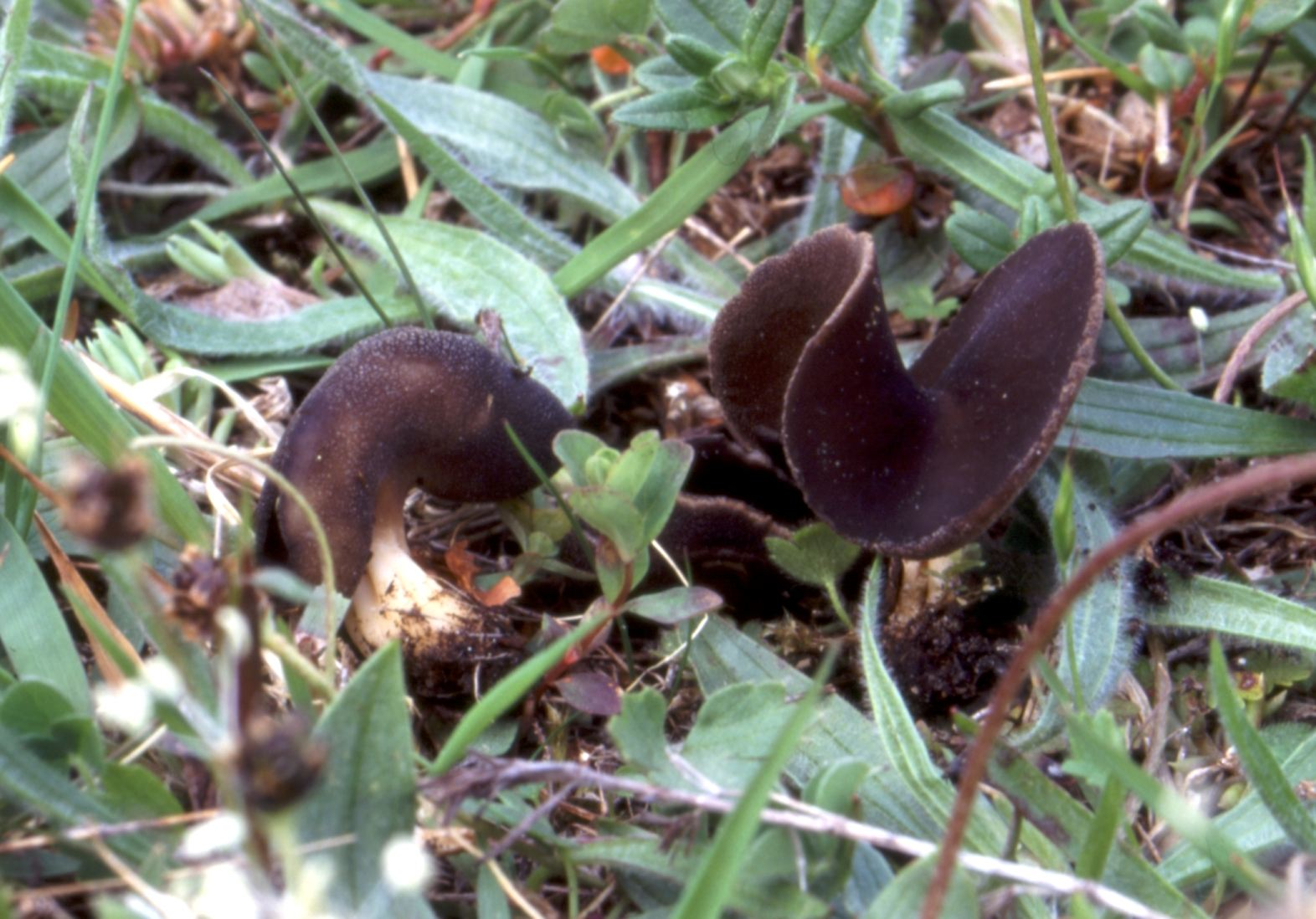
Helvella queletii
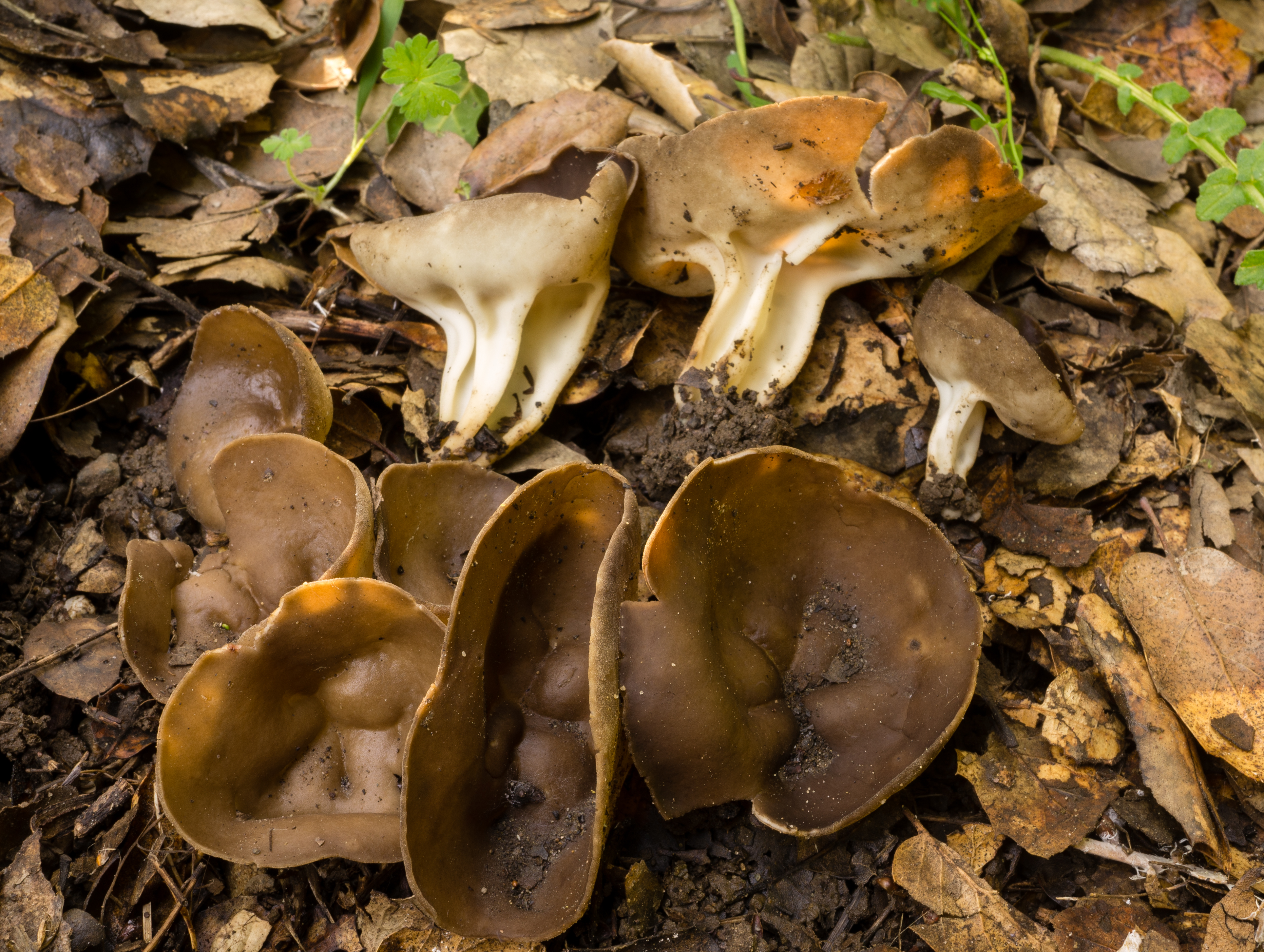
Helvella solitaria

## Valorificare
Helvella spadicea este comestibilă și de calitate mediocră, dar și ea conține ceva giromitrină. De aceea trebuie gătită cel puțin 15-20 de minute pentru ca toxina prezentă să se evaporeze. După ce specia este foarte rară, se recomandă cruțarea ei, fiind lăsată la loc.

## Bibiliografie
- Bruno Cetto: „I funghi dal vero”, vol. 1-7, Editura Arte Grafiche Saturnia, Trento 1976-1993 (pentru cercetarea în total)
- Baldomero Moreno Arroyo: „Setas de Andalucía : manual de identificación”, Editura Centro Andaluz del Libro s.a., Sevilla 1996, ISBN: 978-84880-6725-8
- Eric Boa: „Wild Edible Fungi: A Global Overview of Their Use and Importance to People”, Editura FAO, Roma 2004, ISBN: 92-5-105157-7
- Bulgarian Mycological Society: „Mycologia Balcanica”, vol. 1-3, Editura Bulgarian Mycological Society, Sofia 2004
- Lillo La Chiusa: „El gran libro de las setas de España y Europa”, Editura De Vecchi, Editorial, S.A., Ciudad de México 2019, ISBN: 978-1644616338
- Heinrich Dörfelt: „Lexikon der Mykologie“, Editura G. Fischer, Stuttgart 1989 ISBN: 978-3-4372-0413-5
- Andreas Gminder: „Handbuch für Pilzsammler: 340 Arten Mitteleuropas sicher bestimmen”, ed. a 2-a, Editura Kosmos, Halberstadt 2014, ISBN 978-3440-14364-3
- German Josef Krieglsteiner (ed.), Andreas Gminder: „Verbreitungsatlas der Großpilze Deutschlands (West)“, Editura Ulmer, Stuttgart 1991, ISBN 3-8001-3536-1
- Irmgard Krisai-Greilhuber: „Die Makromyceten im Raum von Wien: Ökologie und Floristik“, Editura IHW-Verlag, Eching 1992, ISBN: 978-3-980-27326-8
- Meinhard Michael Moser: „Kleine Kryptogamenflora der Pilze – vol. II a.: „Höhere Phycomyceten und Ascomyceten”, Editura Gustav Fischer, Jena 1963
- Giuseppe Pace: „Mushrooms of the World”, Editura Firefly Books Ltd., Richmond Hill, Ontario 1998, ISBN: 978-15520-9212-5
- Juan Antonio Sánchez Rodríguez: „Setas comestibles y tóxicas. Diferencias y semejanzas”, Editura Ediciones Mundi-Prensa, Madrid 2012, ISBN: 978-84-8476-507-3